# Памятники истории и культуры Костанайского района

Памятники истории и культуры местного значения Костанайского района — отдельные постройки, здания и сооружения, некрополи, произведения монументального искусства, памятники археологии, включенные в Государственный список памятников истории и культуры местного значения Костанайской области. Списки памятников истории и культуры местного значения утверждаются исполнительным органом региона по представлению уполномоченного органа по охране и использованию историко-культурного наследия.
В Государственном списке памятников истории и культуры местного значения города в редакции постановления акимата Костанайской области от 31 марта 2020 года числились 80 наименований, из которых 1 — сакральный объект, остальные — археология.

## Список памятников
| Номер в списке | Название                             | Изображение | Годы постройки                                                 | Место нахождения | Вид памятника     |
| -------------- | ------------------------------------ | ----------- | -------------------------------------------------------------- | --- | ----------------- |
| 704            | Мавзолей Ибрая Алтынсарина           |             | 1991 год                                                       | 0,5 километра к западу от села Мичуринское | сакральный объект |
| 705            | Одиночный курган Абай I              |             | ранний железный век — средневековье                            | 6,5 километра к северу от села Абай 53°10′06″ с. ш. 63°46′30″ в. д.                                                                            | археология        |
| 706            | Стоянка Аксу I                       |             | ранний железный век                                            | 2,4 километра к северо-западу от водонапорной башни села Садчиковка 53°02′01″ с. ш. 63°27′38″ в. д.                                            | археология        |
| 707            | Стоянка Аксу II                      |             | эпоха неолита                                                  | 3,1 километра к северо-западу от водонапорной башни села Садчиковка 53°01′55″ с. ш. 63°26′54″ в. д.                                            | археология        |
| 708            | Курганная группа Александровка I     |             | ранний железный век — средневековье                            | 3,5 километра к северу от села Александровка 53°35′12″ с. ш. 63°53′12″ в. д.                                                                   | археология        |
| 709            | Курганная группа Александровка II    |             | ранний железный век — средневековье                            | 3 километра к северу от села Александровка 53°35′02″ с. ш. 63°53′06″ в. д.                                                                     | археология        |
| 710            | Курганная группа Александровка III   |             | средневековье                                                  | 2,7 километра к северу от села Александровка 53°34′53″ с. ш. 63°52′55″ в. д.                                                                   | археология        |
| 711            | Курганная группа Бирлик I            |             | ранний железный век — средневековье                            | 6 километров к западу от села Владимировка 53°27′44″ с. ш. 63°56′21″ в. д.                                                                     | археология        |
| 712            | Одиночный курган Бирлик II           |             | ранний железный век — средневековье                            | 2,4 километра к югу от села Жуковка 53°28′42″ с. ш. 63°53′11″ в. д.                                                                            | археология        |
| 713            | Одиночный курган Бирлик III          |             | ранний железный век — средневековье                            | 4 километра к югу от села Жуковка 53°27′53″ с. ш. 63°54′02″ в. д.                                                                              | археология        |
| 714            | Курганная группа Бирлик IV           |             | ранний железный век — средневековье                            | 3,1 километра к югу от села Жуковка 53°28′19″ с. ш. 63°53′01″ в. д.                                                                            | археология        |
| 715            | Одиночный курган Бирлик V            |             | ранний железный век — средневековье                            | 5 километров к западу от села Нечаевка 53°22′40″ с. ш. 63°53′36″ в. д.                                                                         | археология        |
| 716            | Одиночный курган Бирлик VI           |             | ранний железный век — средневековье                            | 5 километров к западу от села Нечаевка 53°22′44″ с. ш. 63°53′49″ в. д.                                                                         | археология        |
| 717            | Курганная группа Бирлик VII          |             | ранний железный век — средневековье                            | 6 километров к западу от села Нечаевка 53°22′54″ с. ш. 63°52′56″ в. д.                                                                         | археология        |
| 718            | Курганная группа Бирлик VIII         |             | ранний железный век — средневековье                            | 4,5 километра к юго-востоку от села Жамбыл 53°18′09″ с. ш. 63°48′54″ в. д.                                                                     | археология        |
| 719            | Одиночный курган Васильевка I        |             | ранний железный век — средневековье                            | 1,7 километра к востоку от села Васильевка 53°04′25″ с. ш. 63°13′23″ в. д.                                                                     | археология        |
| 720            | Одиночный курган Владимировка I      |             | ранний железный век — средневековье                            | 4,5 километра к северо-западу от села Сормовка 53°32′09″ с. ш. 64°00′32″ в. д.                                                                 | археология        |
| 721            | Одиночный курган Владимировка II     |             | ранний железный век — средневековье                            | 4,5 километра к северо-западу от села Сормовка 53°32′06″ с. ш. 64°00′34″ в. д.                                                                 | археология        |
| 722            | Одиночный курган Владимировка III    |             | ранний железный век — средневековье                            | 4,5 километра к северо-западу от села Сормовка 53°32′12″ с. ш. 64°00′21″ в. д.                                                                 | археология        |
| 723            | Курганная группа Владимировка IV     |             | ранний железный век — средневековье                            | 7 километров к северо-западу от села Владимировка 53°31′19″ с. ш. 63°59′12″ в. д.                                                              | археология        |
| 724            | Одиночный курган Владимировка V      |             | ранний железный век — средневековье                            | 7,5 километра к северо-западу от села Владимировка 53°31′48″ с. ш. 63°59′06″ в. д.                                                             | археология        |
| 725            | Одиночный курган Владимировка VI     |             | ранний железный век — средневековье                            | 6,5 километров к северо-западу от села Владимировка 53°30′53″ с. ш. 63°56′54″ в. д.                                                            | археология        |
| 726            | Одиночный курган ВладимировкаVII     |             | ранний железный век — средневековье                            | 7 километров к западу от села Владимировка 53°28′52″ с. ш. 63°57′35″ в. д.                                                                     | археология        |
| 727            | Курганная группа Владимировка VIII   |             | ранний железный век — средневековье                            | 1 километр к юго-востоку от села Жуковка 53°30′09″ с. ш. 63°54′09″ в. д.                                                                       | археология        |
| 728            | Одиночный курган Давыденовка I       |             | ранний железный век — средневековье                            | 1 километр к юго-западу от села Енбек 53°24′15″ с. ш. 63°50′41″ в. д.                                                                          | археология        |
| 729            | Стоянка Дачная I                     |             | эпоха мезолита — эпоха энеолита                                | 1,5 километра к востоку от железнодорожного моста через реку Тобол (железнодорожная ветка Костанай — Сарыколь) 53°16′04″ с. ш. 63°45′29″ в. д. | археология        |
| 730            | Одиночный курган Достык I            |             | ранний железный век — средневековье                            | 1,2 километра к юго-западу от Костанайской птицефабрики 53°08′30″ с. ш. 63°32′33″ в. д.                                                        | археология        |
| 731            | Одиночный курган Достык III          |             | ранний железный век — средневековье                            | 3,5 километра к северо-востоку от села Кировка 53°07′48″ с. ш. 63°21′26″ в. д.                                                                 | археология        |
| 732            | Одиночный курган Достык IV           |             | ранний железный век — средневековье                            | 3,5 километра к юго-западу от села Ждановка 53°07′29″ с. ш. 63°21′56″ в. д.                                                                    | археология        |
| 733            | Курганная группа Жанаконыс I         |             | ранний железный век — средневековье                            | 3,5 километра к северо-востоку от села Енбек 53°27′07″ с. ш. 63°53′27″ в. д.                                                                   | археология        |
| 734            | Стоянка Жанаконыс II                 |             | эпоха бронзы                                                   | 3,6 километра к северо-востоку от села Енбек 53°27′07″ с. ш. 63°53′27″ в. д.                                                                   | археология        |
| 735            | Одиночный курган Жанаконыс III       |             | ранний железный век — средневековье                            | 3,3 километра к северо-востоку от села Енбек 53°27′00″ с. ш. 63°53′32″ в. д.                                                                   | археология        |
| 736            | Одиночный курган Жанаконыс IV        |             | ранний железный век — средневековье                            | 4 километра к юго-востоку от села Алтын дала 53°20′02″ с. ш. 63°51′16″ в. д.                                                                   | археология        |
| 737            | Одиночный курган Жанаконыс V         |             | ранний железный век — средневековье                            | 4,5 километра к юго-востоку от села Алтын дала 53°20′33″ с. ш. 63°51′35″ в. д.                                                                 | археология        |
| 738            | Курганная группа Жуковка I           |             | ранний железный век — средневековье                            | 1,5 километра к северу от села Жуковка 53°30′59″ с. ш. 63°52′49″ в. д.                                                                         | археология        |
| 739            | Одиночный курган Жуковка II          |             | ранний железный век — средневековье                            | 9 километров к югу от села Жуковка 53°27′39″ с. ш. 63°51′50″ в. д.                                                                             | археология        |
| 740            | Одиночный курган Кировка I           |             | ранний железный век — средневековье                            | 5 километров к северо-западу от села Кировка 53°08′56″ с. ш. 63°15′51″ в. д.                                                                   | археология        |
| 741            | Курганная группа Кировка II          |             | ранний железный век — средневековье                            | 4,2 километра к северо-западу от села Кировка 53°08′12″ с. ш. 63°15′42″ в. д.                                                                  | археология        |
| 742            | Одиночный курган Кировка III         |             | ранний железный век — средневековье                            | 4,4 километра к северо-западу от села Кировка 53°08′07″ с. ш. 63°15′21″ в. д.                                                                  | археология        |
| 743            | Одиночный курган Кировка IV          |             | ранний железный век — средневековье                            | 4,2 километра к северо-западу от села Кировка 53°07′33″ с. ш. 63°15′16″ в. д.                                                                  | археология        |
| 744            | Одиночный курган Кировка V           |             | ранний железный век — средневековье                            | 4 километра к северо-западу от села Кировка 53°07′33″ с. ш. 63°15′16″ в. д.                                                                    | археология        |
| 745            | Курганная группа Кок-Илюк            |             | ранний железный век — средневековье                            | 6,5 километра к юго-западу от села Рыспай 52°57′29″ с. ш. 63°31′57″ в. д.                                                                      | археология        |
| 746            | Поселение Конезавод I                |             | эпоха мезолита — эпоха бронзы                                  | 0,5 километра к северу от села Заречное 53°15′08″ с. ш. 63°43′54″ в. д.                                                                        | археология        |
| 747            | Могильник Конезавод II               |             | эпоха бронзы                                                   | 2 километра к северу от села Заречное 53°15′56″ с. ш. 63°44′19″ в. д.                                                                          | археология        |
| 748            | Поселение Конезавод III              |             | вторая половина II тысячелетия — начало I тысячелетия до н. э. | 2 километра к северу от села Заречное 53°15′55″ с. ш. 63°44′09″ в. д.                                                                          | археология        |
| 749            | Одиночный курган Конезавод IV        |             | ранний железный век — средневековье                            | 2 километра к северу от села Заречное 53°16′02″ с. ш. 63°44′19″ в. д.                                                                          | археология        |
| 750            | Одиночный курган Красный Октябрь I   |             | ранний железный век — средневековье                            | 2,5 километра к северу от села Алтын дала 53°23′22″ с. ш. 63°50′01″ в. д.                                                                      | археология        |
| 751            | Одиночный курган Красный Октябрь II  |             | ранний железный век — средневековье                            | 1,7 километра к северу от села Алтын дала 53°23′09″ с. ш. 63°49′51″ в. д.                                                                      | археология        |
| 752            | Одиночный курган Красный Октябрь III |             | ранний железный век — средневековье                            | 2,5 километра к юго-западу от села Алтын дала 53°20′48″ с. ш. 63°47′25″ в. д.                                                                  | археология        |
| 753            | Одиночный курган Кунайжарколь I      |             | ранний железный век — средневековье                            | 4 километра к северо-западу от села Васильевка 53°06′30″ с. ш. 63°10′19″ в. д.                                                                 | археология        |
| 754            | Одиночный курган Кызыл-Жар I         |             | ранний железный век — средневековье                            | 2,5 километра к юго-востоку от села Александровка 53°31′40″ с. ш. 63°54′43″ в. д.                                                              | археология        |
| 755            | Одиночный курган Кызыл-Жар II        |             | ранний железный век — средневековье                            | 3 километра к северо-востоку от села Александровка 53°34′23″ с. ш. 63°54′40″ в. д.                                                             | археология        |
| 756            | Курганная группа Кызыл-Жар III       |             | ранний железный век — средневековье                            | 2 километра к юго-востоку от села Александровка 53°32′30″ с. ш. 63°55′01″ в. д.                                                                | археология        |
| 757            | Курганная группа Майалап I           |             | ранний железный век — средневековье                            | 0,5 километра к юго-западу от села Майалап 53°42′44″ с. ш. 63°47′09″ в. д.                                                                     | археология        |
| 758            | Курганная группа Майалап II          |             | ранний железный век — средневековье                            | 5,5 километра к юго-востоку от села Майалап 53°40′00″ с. ш. 63°49′13″ в. д.                                                                    | археология        |
| 759            | Могильник Майалап III                |             | средневековье                                                  | 4,2 километра к югу от села Майалап 53°40′47″ с. ш. 63°48′38″ в. д.                                                                            | археология        |
| 760            | Одиночный курган Майалап IV          |             | ранний железный век — средневековье                            | 3,5 километра к юго-западу от села Майалап 53°41′10″ с. ш. 63°46′14″ в. д.                                                                     | археология        |
| 761            | Одиночный курган Маматек I           |             | ранний железный век — средневековье                            | 5 километров к северо-западу от села Ульяновское 53°09′18″ с. ш. 62°51′01″ в. д.                                                               | археология        |
| 762            | Курганная группа Маматек II          |             | ранний железный век — средневековье                            | 5 километров к северо-западу от села Ульяновское 53°09′02″ с. ш. 62°50′37″ в. д.                                                               | археология        |
| 763            | Одиночный курган Маматек III         |             | ранний железный век — средневековье                            | 5,7 километра к северо-западу от села Ульяновское 53°09′01″ с. ш. 62°50′08″ в. д.                                                              | археология        |
| 764            | Одиночный курган Надеждинка I        |             | ранний железный век — средневековье                            | 3 километра к северу от села Надеждинка 53°48′10″ с. ш. 63°44′17″ в. д.                                                                        | археология        |
| 765            | Поселение Надеждинка II              |             | эпоха неолита — эпоха бронзы                                   | 2 километра к северо-востоку от села Надеждинка 53°47′17″ с. ш. 63°45′09″ в. д.                                                                | археология        |
| 766            | Курганная группа Новоселовка I       |             | ранний железный век — средневековье                            | 2,3 километра к югу от села Новоселовка 53°06′02″ с. ш. 63°52′40″ в. д.                                                                        | археология        |
| 767            | Геоглиф Рудненская линия             |             | датировка не определена                                        | 6 километров к северо-западу от села Ульяновское 53°09′04″ с. ш. 62°50′30″ в. д.                                                               | археология        |
| 768            | Поселение Садчиковское               |             | эпоха бронзы                                                   | 1,5 километра к западу от села Садчиковка 53°01′01″ с. ш. 63°25′08″ в. д.                                                                      | археология        |
| 769            | Стоянка Светлый Жарколь              |             | эпоха энеолита — эпоха бронзы                                  | 0,5 километра к северу от окраины села Светлый Жарколь 53°21′37″ с. ш. 63°12′36″ в. д.                                                         | археология        |
| 770            | Курганная группа Светлый Жарколь II  |             | ранний железный век — средневековье                            | 0,4 километра к югу от села Светлый Жарколь 53°20′43″ с. ш. 63°12′10″ в. д.                                                                    | археология        |
| 771            | Одиночный курган Сергеевка I         |             | ранний железный век — средневековье                            | 6,5 километров к югу от села Сергеевка 52°53′45″ с. ш. 63°10′42″ в. д.                                                                         | археология        |
| 772            | Одиночный курган Сергеевка II        |             | ранний железный век — средневековье                            | 7 километров к юго-востоку от села Сергеевка 52°53′43″ с. ш. 63°14′49″ в. д.                                                                   | археология        |
| 773            | Одиночный курган Сергеевка III       |             | ранний железный век — средневековье                            | 5,5 километров к юго-востоку от села Сергеевка 52°56′16″ с. ш. 63°16′51″ в. д.                                                                 | археология        |
| 774            | Одиночный курган Сергеевка IV        |             | ранний железный век — средневековье                            | 5,5 километров к юго-востоку от села Сергеевка 52°56′08″ с. ш. 63°18′05″ в. д.                                                                 | археология        |
| 775            | Стоянка Тасколь I                    |             | эпоха неолита                                                  | 5 километров к северо-востоку от села Заречное 53°17′08″ с. ш. 63°46′44″ в. д.                                                                 | археология        |
| 776            | Стоянка Тасколь II                   |             | эпоха неолита                                                  | 4,3 километра к северо-востоку от села Заречное 53°16′50″ с. ш. 63°46′07″ в. д.                                                                | археология        |
| 777            | Одиночный курган Тасколь III         |             | ранний железный век — средневековье                            | 3,5 километра к юго-востоку от села Жамбыл 53°17′37″ с. ш. 63°47′17″ в. д.                                                                     | археология        |
| 778            | Одиночный курган Темирбулак I        |             | ранний железный век — средневековье                            | 3,6 километра к востоку от села Васильевка 53°04′56″ с. ш. 63°15′59″ в. д.                                                                     | археология        |
| 779            | Курганная группа Темирбулак II       |             | ранний железный век — средневековье                            | 3,2 километра к западу от села Семилетка 53°02′16″ с. ш. 63°19′19″ в. д.                                                                       | археология        |
| 780            | Одиночный курган Темирбулак III      |             | ранний железный век — средневековье                            | 1,9 километра к северо-западу от села Семилетка 53°02′22″ с. ш. 63°20′26″ в. д.                                                                | археология        |
| 781            | Одиночный курган Ударник I           |             | ранний железный век — средневековье                            | 10,5 километра к юго-востоку от села Майколь 53°12′46″ с. ш. 63°27′37″ в. д.                                                                   | археология        |
| 782            | Одиночный курган Улькенколь I        |             | ранний железный век — средневековье                            | 2,5 километра к западу от села Майколь 53°17′55″ с. ш. 63°14′56″ в. д.                                                                         | археология        |
| 783            | Одиночный курган Улькен-Оба          |             | ранний железный век — средневековье                            | 2,8 километра к северо-западу от села Талапкер 53°04′46″ с. ш. 63°42′26″ в. д.                                                                 | археология        |